# Chiến binh Bakugan
Chiến binh Bakugan (爆丸 バトルブローラーズ Bakugan Batoru Burōrāzu, Bakugan Battle Brawlers) là một series phim truyền hình anime phiêu lưu Nhật Bản-Canada được sản xuất bởi TMS Entertainment, Dentsu, và Nelvana dưới sự chỉ đạo của Mitsuo Hashimoto. Câu chuyện xoay quanh cuộc sống của những sinh vật được gọi là Bakugan và những "Chiến binh Bakugan" sở hữu chúng. Bản thân nhượng quyền thương mại Bakugan là một liên doanh giữa Sega Toys và Spin Master.
Mặc dù ban đầu được phát sóng bởi TV Tokyo ở Nhật Bản, các phần tiếp theo (Chiến binh Bakugan 2 và Gundalian Invaders) công chiếu ở Canada và Mỹ trước Nhật Bản. Mùa thứ tư và là mùa cuối cùng, Mechtanium Surge, không bao giờ được phát sóng ở Nhật Bản và thay vào đó được phát sóng ở khu vực Bắc Mỹ. Tuy nhiên, một bộ truyện tranh độc quyền của Nhật Bản, Baku Tech! Bakugan, đã được phát hành từ ngày 15 tháng 8 năm 2010 đến ngày 15 tháng 1 năm 2014. Bản chuyển thể anime từ bộ truyện tranh độc quyền này đã được phát sóng trên TV Tokyo từ ngày 7 tháng 4 năm 2012 đến ngày 30 tháng 3 năm 2013, tiếp theo là phần thứ hai được gọi là Baku Tech! Bakugan Gachi phát sóng từ ngày 6 tháng 4 năm 2013 đến ngày 28 tháng 12 năm 2013.
Vào năm 2015, Spin Master tiết lộ kế hoạch khởi động lại Bakugan. Việc khởi động lại sau đó đã được thông báo vào ngày 30 tháng 11 năm 2017 sẽ diễn ra vào quý đầu tiên của năm 2019, với tiêu đề phim được công bố là Quyết đấu Bakugan. Loạt phim mới được công chiếu trên Cartoon Network tại Hoa Kỳ vào ngày 23 tháng 12 năm 2018, Teletoon của Canada công chiếu loạt phim vào ngày 31 tháng 12 năm 2018.
Tại Việt Nam, hai phần đầu phim từng được Công ty Cổ phần Truyền thông Trí Việt (TVM Corp.) mua bản quyền và phát sóng trên kênh HTV3.

## Nội dung
Trong thế giới song song của Vestroia, một Bakugan mạnh mẽ đang tìm kiếm quyền lực (trong hình cầu bằng đá cẩm thạch nhỏ có một sức mạnh rất lớn mà khi vào biến thành một chiến binh có quyền lực rất mạnh mẽ) tên là Naga để hấp thụ năng lượng của hai lõi đối lập rằng bảo tồn sự cân bằng và hòa bình trong Vestroia. Tuy nhiên ông hấp thụ quá nhiều quyền lực và năng lượng được tìm thấy trong Core Silent, nguồn năng lượng tiêu cực. Các Core Infinity, nguồn năng lượng tích cực đã được hấp thụ bởi Wavern, em gái của ông.
Trong phần đầu tiên, trung tâm câu chuyện về sáu bạn bè những người tìm thấy thẻ kim loại rơi từ trên bầu trời hoặc để được chính xác hơn, đó là Vestroia. Trong trận chiến Bakugan Battle Brawlers gồm có tám trẻ em: Dan, Shun, Runo, Marucho, Julie, Alice, Fionna và sau đó là Joe. Họ cùng nhau tìm hiểu thêm về nguồn gốc của Bakugan, Vestroia, các trò chơi liên quan đến họ, và trận chiến chống lại các đấng Doom.
Trong phần 2: New Vestroia, Dan, Marucho, Fionna và Shun được gọi là các vừa được khôi phục Vestroia để ngăn chặn một chủng tộc ngoài hành tinh được gọi là Vestals xâm chiếm thế giới Vestroia. Họ cùng những người bạn mới: Mira, Ace, và Baron ngăn chặn một nhóm ác như Vexos để chúng không thể tiếp quản New Vestroia, và có thể, toàn thể vũ trụ.
Trong Gundalian Invaders, Dan, Marucho, Fionna và Shun nhận được caught trong một cuộc chiến tranh giữa hai phe phái người nước ngoài khác nhau trong vũ trụ, và hợp tác với ba người bạn mới, Công chúa Fabia, Jake (là người Trái Đất), và Ren (một người bí mật ở Gundalian) để ngăn chặn bảo vệ bọn Gundalian ác độc, trước nguy cơ phá hoại của Mười Hai bộ tộc từ Neathia phá hủy, và có thể, trái đất.

## Truyền thông

### Anime
52 tập phim của series truyền hình anime (sản xuất bởi TMS Entertainment và Japan Vistec theo chỉ đạo của Mitsuo Hashimoto), xuất hiện lần đầu tại Nhật Bản vào TV Tokyo ngày 05 tháng 4 2007 và được phát tán lại sáu ngày sau đó trên BS Nhật Bản. Nelvana TNHH sản xuất phiên bản tiếng Anh và công chiếu bộ truyện trên mạng Canada Teletoon vào tháng 7 năm 2007 và sau đó trên Cartoon Network vào ngày 24 tháng 2 năm 2008.

### New Vestroia
Trong tháng 3 năm 2009, công ty TMS và Nelvana Entertainment thông báo rằng một phần tiếp theo, Bakugan Battle Brawlers: New Vestroia, bao gồm 26 tập phim được sản xuất. Bộ phim bắt đầu được phát sóng trên 12 tháng 4 năm 2009 trên Teletoon và phát sóng tại Canada sau đó trên Cartoon Network vào ngày 09 tháng 5 năm 2009. Do xếp hạng ở Canada, Teletoon hỏi rằng New Vestroia được gia hạn dẫn đến một đơn đặt hàng thêm 26 tập phim. Bởi vì tập phim vẫn còn đang được thực hiện, Teletoon đã phải quay trở lại được chiếu lại trong bốn tập phim cuối, nhưng Cartoon Network đã có thể tiếp tục thẳng vào 26 tập phim tiếp theo và ra mắt một ngày trước khi Teletoon.
The New Vestroia loạt tại Nhật Bản, đang được phát hành như là Bakugan Battle Brawlers: New Vestroia (爆丸バトルブローラーズニューヴェストロイア, Bakugan Batoru Burōrāzu học New York Vesutoroia ?), phát sóng trên TV Tokyo vào ngày 02 tháng 3 năm 2010, lúc 07:00. Bài hát mở đầu, có tiêu đề"Cho!! Saikyō Warriors"là một lần nữa được thực hiện bởi Psychic Lover, trong khi kết thúc,"Bang! Bang! Bakugan,!"được thực hiện bằng Yoshifumi Ushima.

### Gundalian Invaders
Tuyên bố được công khai thông qua website Bakugan.com, qua cộng đồng My.Bakugan.com, và các phương tiện truyền thông khác, Spin Master công bố một loạt thứ ba, có tiêu đề Bakugan Battle Brawlers: Gundalian Invaders. Nó được công chiếu tại Canada, ngày 23 tháng 5 năm 2010, và được phát sóng ở Hoa Kỳ vào ngày 29 tháng 5 năm 2010. Qua đó, cũng giới thiệu trò chơi trực tuyến sắp tới mang tên Bakugan Dimensions thông qua việc sử dụng nhiệt đặc biệt được tiết lộ mã DNA trong loạt phim mới của Gundalian Invaders Bakugan.

## Trò chơi

### Trò chơi chiến lược
Một trò chơi chiến lược có tên Bakugan được phát triển bởi Sega Toys và Spin Master và được phát hành cùng với loạt anime, mặc dù bắt đầu một năm trước khi anime bắt đầu (2006). Trò chơi sử dụng các nhân vật thu nhỏ hình cầu, được nạp vào lò xo, đại diện cho Bakugan, sẽ mở ra khi cuộn vào các thẻ Cổng kim loại đặc biệt. Mục tiêu của trò chơi là bắt ba thẻ Gate.

#### Tiếp nhận
Những trò chơi Bakugan đã từng là một trong những đồ chơi được đánh giá cao nhất dành cho trẻ em, giành được giải thưởng và bán được hàng nghìn trò chơi mỗi năm. Loạt 1 và 2 (B1 Bakugan) ban đầu nhỏ hơn, và tất cả các Bakugan sau loạt 3 được gọi là Bakupearl (B2 Bakugan) đều lớn hơn và có kích thước hiện tại.
Theo IGN, đây là một trong những trò chơi trẻ em hàng đầu trên Nintendo DS vào năm 2009. Hiệp hội Công nghiệp Đồ chơi đã trao cho Bakugan Battle Brawlers giải thưởng Sản phẩm của Năm, công nhận cơ sở kinh doanh có thành công lớn nhất trong việc truyền bá thương hiệu của mình trong toàn ngành trong năm đó.

### Trò chơi điện tử
Trong tháng 2 năm 2009, Digital Blue công bố trò chơi điện tử Bakugan được cho là xác nhận trong một cuộc phỏng vấn của phổ biến tại thị trường đồ chơi trẻ em nhóm tuổi từ 7-14. Sản phẩm bao gồm các nhãn hiệu máy ảnh số, đồng hồ báo thức và thiết bị điện tử khác. Sản phẩm này dự kiến trong bán lẻ trong mùa xuân năm 2009.